# Gedea sinensis
Gedea sinensis là một loài nhện trong họ Salticidae.
Loài này thuộc chi Gedea. Gedea sinensis được Da-xiang Song & Jian-yuan Chai miêu tả năm 1991.